# Frente de Pueblos en Defensa de la Tierra
| Lema                     | La tierra es de quien la trabaja                  |
| Movimientos relacionados | Yo soy 132, EZLN, Frente Popular Francisco Villa. |
| Oponentes                | PRI, PAN                                          |
| Fundación                | 2006                                              |

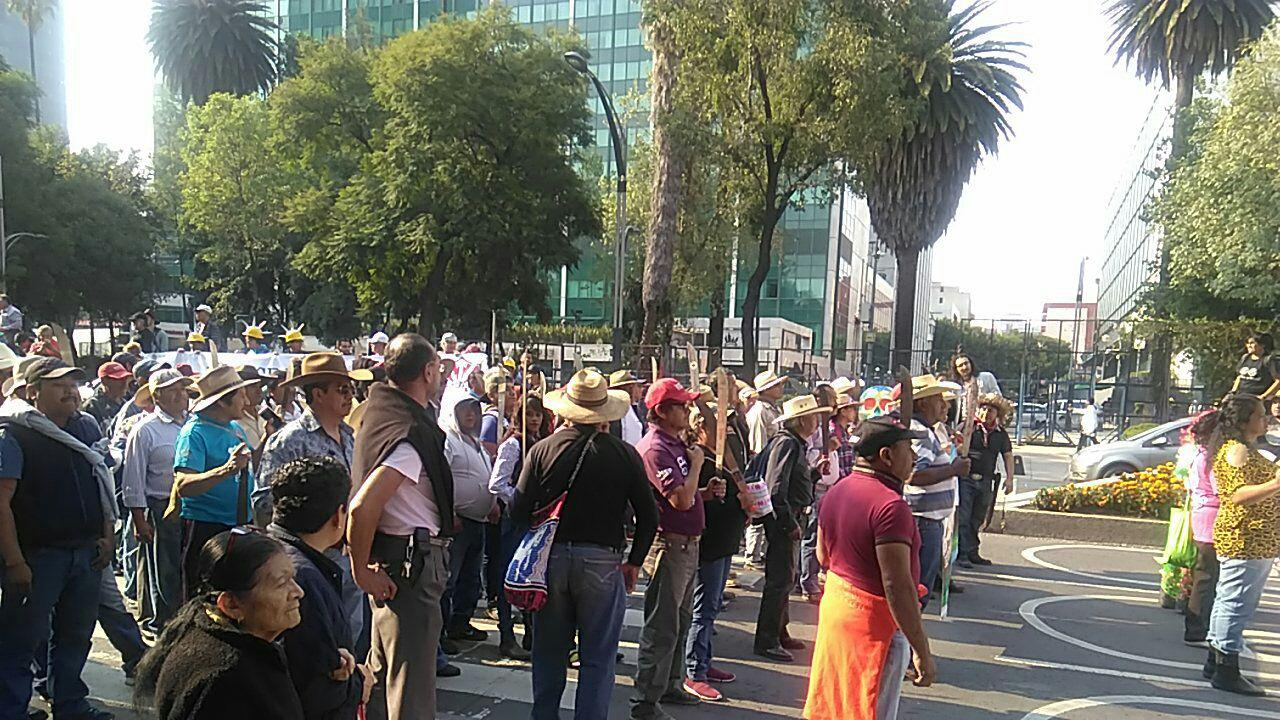
Parte de la manifestación contra la construcción del nuevo aeropuerto.

El Frente de Pueblos en Defensa de la Tierra (FPDT) es una organización campesina cuya presión detuvo la construcción del nuevo aeropuerto de México, D. F. en 2001 y que sufriría una violenta represión en 2006, luego de su participación en unos incidentes violentos en el pueblo de San Salvador Atenco.
El FPDT es adherente a La Otra Campaña y mantiene alianzas con el Ejército Zapatista de Liberación Nacional (EZLN) y con grupos como el Frente Popular Francisco Villa (FPFV).

## Represión
Un año después del "Rescate de Atenco" el 3 y 4 de mayo de 2006, donde los gobiernos federal del PAN y estatal del PRI fueron señalados como los responsables de torturar, violar y encarcelar a decenas de personas, tres integrantes del FPDT detenidos durante los operativos (Ignacio del Valle Medina, Héctor Galindo Cochicoa y Felipe Álvarez), acusados de "secuestro equiparado", fueron sentenciados a 67 años y medio de prisión en el penal de máxima seguridad del Altiplano; lo cual dada la edad de los presos técnicamente equivale a cadena perpetua. Además de diez personas acusadas por el delito de secuestro equiparado han sido sentenciadas a 31 años, 11 meses y 15 días de cárcel.
El 30 de junio de 2010 la Suprema Corte de Justicia de la Nación ordena la liberación de los 12 detenidos indicando que existieron pruebas ilegales e intento de acusarlos de un delito que no cometieron